# Autignac
Autignac é uma comuna francesa na região administrativa de Occitânia, no departamento de Hérault. Estende-se por uma área de 11,55 km². Em 2010 a comuna tinha 927 habitantes (densidade: 80,3 hab./km²).